# Światło skolimowane
Światło skolimowane – światło, którego promienie są równoległe, czyli stanowią wiązkę fali płaskiej. Całkowita kolimacja światła nie jest w praktyce możliwa, ze względu na istnienie zjawiska dyfrakcji. Stopień kolimacji wiązki, zwłaszcza w przypadku promieniowania koherentnego, związany jest ze wzrostem jej średnicy. Światło można skolimować na kilka sposobów. Jednym z nich jest umieszczenie punktowego źródła światła w ognisku zwierciadła parabolicznego lub soczewki (kolimatora).